# Liste der denkmalgeschützten Objekte in Lackendorf
Die Liste der denkmalgeschützten Objekte in Lackendorf enthält die denkmalgeschützten, unbeweglichen Objekte der Gemeinde Lackendorf.

## Denkmäler
| Foto |                 | Denkmal                                                        | Standort                                                    | Beschreibung | Metadaten |
| ---- | --------------- | -------------------------------------------------------------- | ----------------------------------------------------------- | --- | --- |
| ja   | Datei hochladen | Kath. Filialkirche hl. Rochus HERIS-ID: 57356 Objekt-ID: 67331 | Am Kirchenberg 1 Standort KG: Lackendorf                    | Ursprünglich 1663 aus Mitteln der Gläubigen neu errichtet (ohne Turm und Friedhof) und am 19. Februar 1673 durch Bischof Georg (György) Pongràcz eingeweiht. Zu jener Zeit hingen zwei Glocken in einem hölzernen Campanile neben der Kirche. 1886 wurde der westliche Turm mit dem Westgiebel an die Kirche angestellt und das alte Westportal nach außen versetzt. — Restaurierungen fanden statt in den Jahren 1887, 1943 sowie 1986. | BDA-Hist.: Q38076135 Status: § 2a Stand der BDA-Liste: 2025-06-30 Name: Kath. Filialkirche hl. Rochus GstNr.: 228 Kath. Filialkirche hl. Rochus (Lackendorf) |
| ja   | Datei hochladen | Marienkapelle HERIS-ID: 72333 Objekt-ID: 85562                 | Unterfrauenhaider Landstraße (L336) Standort KG: Lackendorf | Gemäß Dehio, S. 165, Nikolauskapelle, erbaut 1693. Laut Schöbel et al. wurde an beschriebenem Ort 1883 von der Familie Franz und Maria Niklos eine Nikloskapelle errichtet, was den Schluss nahelegt, dass das ursprünglich als Marienkapelle aufgeführte Bauwerk 1883 unter dem Namen der Stifter wiedererrichtet wurde. Begehbare Wegkapelle, Front pilastergerahmt mit Dreiecksgiebel und drei Engelsköpfen als Dekor. Quadratischer Innenraum mit Platzlgewölbe über Schildbögen, seitlich kleine Rundbogenfenster. Apsisnische mit Mondsichelmadonna mit Kind, 17. Jahrhundert. An der Stirnseite des Altartisches hochrechteckige Inschrifttafel: HANC STATUAM / CURAVIT FIERI / IN MEM SUI PAU/LUS STANCOVIE/S • IN HONOREM / MAGNAE R M U / DIE 10 APRILIS ANNO 1693. | BDA-Hist.: Q38130130 Status: § 2a Stand der BDA-Liste: 2025-06-30 Name: Marienkapelle GstNr.: 2547 Nikloskapelle, Lackendorf                                 |